# Хлебозавод
Хлебозаво́д (хлебокомбина́т) — промышленное предприятие с высоким уровнем механизации, массово выпускающее хлеб, булочные изделия, сухарные и бараночные изделия, хлебные снэки, мучнистые кондитерские изделия.
В основном в мире хлебопечение рассредоточено по малым предприятиям — пекарням, фокус на механизированное хлебопечение на хлебозаводах характерен для СССР (начиная с 1930-х годов) и государств постсоветского пространства, унаследовавших советскую инфраструктуру. Также крупные хлебозаводы существуют в США, Германии, Великобритании, как правило — ориентированные на массовый выпуск мелкоштучных изделий (булочек, кексов) и хлебных закусок (печенья, бисквитов).

## Специфика и классификации
Основные отличительные особенности, выделяющие хлебозаводы в особый класс хлебопекарных предприятий, — значительная мощность выпуска готовой продукции и механизация всех основных производственных процессов, тогда как традиционные пекарни, как правило, выпекают не более 15 тонн продукции в сутки, и преобладает ручной труд (механизируется на них лишь только малая часть трудоёмких операций). Кроме того, хлебозаводы, как правило, оснащены несколькими промышленными печами, тогда как в типичной пекарне устанавливается лишь одна печь.
Основной параметрический показатель хлебозавода — суточная мощность выпуска продукции; предприятия, выпускающие более 100 тонн готовой продукции в сутки, относятся к крупным хлебозаводам, до 30 тонн — к малым, в Советском Союзе мощность приводилась в пересчёте на суммарную массу формового хлеба из ржаной обойной муки в килограммовых буханках.
Другая классификационная особенность хлебозаводов — выбранное решение по пространственной схеме технологического процесса, для крупных предприятий наиболее распространено прямолинейное (сквозное) решение, печи для которого предусматривают закладку заготовок с одной стороны, а выгрузку — с другой. Для пекарен и небольших хлебозаводов характерна тупиковая схема, в этом случае закладка и выгрузка в печи осуществляется с одной стороны. Особая, разработанная в конце 1920-х годов в СССР инженером Георгием Марсаковым схема для промышленного хлебопечения, — кольцевая, предусматривающая концентрическое размещение оборудования в цилиндрических корпусах с организацией технологического процесса от верхних ярусов к нижним.
Предприятия с высоким уровнем автоматизации производства выделялись в специфический класс хлебозаводов-автоматов.

## Производственные участки
Основные участки хлебозаводов — склад сырья, хлебопекарное производство, хлебохранилище (склад готовой продукции).

### Склад сырья
Склад сырья предназначен для хранения и подготовки муки и дополнительного сырья.
На заводах с высоким уровнем автоматизации используется бестарное хранение муки, эта технология предусматривает закачку муки в бункеры аэрозольным транспортом непосредственно из автомобилей-муковозов, просеивание и очистку от металлических примесей перед направлением на хранение в силосы, и пневматическую доставку из силосов непосредственно к автоматическому мукомеру, размещённому у тестомесильной машины на производственном участке.
На тарные склады мука поступает в мешках, запас хранения рассчитывается на таких складах на 7—10 дней.
Кроме муки на складах сырья хранятся прочие ингредиенты для приготовления теста (в том числе сахар, соль, хлебопекарные дрожжи, жиры, для некоторых видов продукции — яйцепродукты, сухое молоко, молочная сыворотка, белковые добавки, пищевые волокна), на заводах с высоким уровнем автоматизации дополнительные сырьё хранится, как правило, в жидком виде и подаётся на производство по трубопроводам.

### Хлебопекарное производство
На производственном участке осуществляется тестоприготовление (включая подготовку предварительных и дополнительных ингредиентов), разделка теста и непосредственная выпечка изделий.

#### Тестоприготовление
При опарном способе, часто применяемом для изготовления изделий из пшеничной муки, сначала готовится опара приблизительно из половины необходимой для готового изделия муки и всего объёма дрожжей, в созревшую в течение нескольких часов опару закладываются остальные ингредиенты, замешанное тесто перед разделкой дображивает ещё 1—1¾ часа. При использовании так называемых больших густых опар, приготовляемых из значительного количества муки (до 70 % от общего объёма), на крупных хлебозаводах применяются шнеконасосы для перекачки созревшей опары в тестомесильные агрегаты, стадия расстойки теста при этом методе занимает 20—30 минут.
Безопарные способы, предусматривающие одноэтапный замес всего объёма ингредиентов, также применяются для приготовления пшеничного теста, для них характерно меньшее время расстойки, они более экономичны по затратам оборудования (не требуются дополнительные ёмкости для хранения, дежи, насосы, необходимые для двухэтапного изготовления), но при этом в безопарных способах, как правило, существенно выше расход дрожжей. При безопарных способах, как правило, требуется 2—3 дополнительных операции по обминке теста в процессе расстойки.
Ржаное тесто, как правило, готовится двухэтапным заквасочным способом: из хлебной закваски, взятой из предыдущего приготовления, небольшого количества муки и воды замешивают очередную закваску, которая созревает в течение 3½—4½ часов, после чего из неё, остальной части муки, воды, солевого раствора и других ингредиентов, предусмотренных рецептурой, замешивается тесто, которое дображивает до 1½ часов.
Для некоторых сортов хлеба для замеса теста используют заварку — залитую кипятком часть муки с последующим внесением солода. Кроме того, в тестоприготовительных отделениях могут изготавливаться дополнительные необходимые ингредиенты для внесения в тесто, в частности, на некоторых хлебозаводах организовано собственное производство жидких дрожжей, на заводах, использующих прессованные дрожжи, обеспечивается предварительная их активация — разведение в охлаждённой заварке с добавлением соевой муки и солода на 1—2 часа.
Приготовление теста — самый длительный этап в технологии хлебопечения, для интенсификации и снижения издержек на некоторых предприятиях применяются методы форсирования созревания теста, в том числе увеличение количества дрожжей, применение более активных по бродильной способности ингредиентов (например, дрожжевого молока), интенсивный замес (увеличивающий температуру теста и ускоряющий окислительные процессы за счёт усиленного механического воздействия), использование окислителей (один из вариантов — смесь цистеина, порошка из сыворотки и бромата калия), применение жиров и эмульгаторов.

#### Разделка
Разделка теста — процесс, предусматривающий отделение из массы теста заготовок для направления на выпечку, уровень механизации и автоматизации этого процесса — важная характеристика для крупных хлебозаводов, влияющая на общие показатели мощности предприятия.
Для приготовления пшеничных сортов применяются машины-делители (отделяющие через воронку необходимую порцию из поступающего сверху теста), округлители заготовок (придающие тесту шарообразную форму), закаточные машины (придающие необходимую форму булок и батонов и предварительно расстоенным 3—5 минут круглым заготовкам). Перед подачей в печь отформованные заготовки дополнительно расстаиваются в зависимости от рецептуры ½—1⅔ часа в строго определённых условиях по температуре и влажности (в зависимости от сорта и технологического решения — +35…+40 °C и 75—85 %), некоторые виды продукции (нарезные батоны, некоторые булки) после окончательной расстойки надрезаются, для этого применяются механические надрезчики.
Для ржаных и ржано-пшеничных сортов тесто загружается в формы, для изготовления заготовок подового хлеба применяются округлители.
На автоматизированных предприятиях для разделки организуются поточные линии непрерывного действия, охватывающие все этапы процесса разделки с учётом необходимых временны́х затрат на расстойки, на некоторых хлебозаводах первая расстойка заготовок осуществляется на длинных ленточных транспортёрах, а окончательная — в конвейерных шкафах или специализированных камерах.

#### Выпечка
Выпечка — основной процесс в приготовлении хлеба, в котором расстоенные тестовые заготовки прогреваются в печах, благодаря чему из теста формируется хлеб с необходимыми качествами. Промышленные пекарные камеры предусматривают три температурные зоны, через которые последовательно проходят заготовки — зону с температурой +100…+160 °C и относительной влажностью 80—90 %, зону интенсивного прогрева с температурой паровоздушной среды +260…+280 °C, зону с пониженной температурой и влажностью. Прогрев заготовок обеспечивается тепловым излучением и конвекцией от теплоотдающих поверхностей, при выпечке подового хлеба — также кондукцией (прямой теплопроводностью) от подов. Заготовка прогревается постепенно, от наружных слоёв ко внутренним, корка образуется при прогревании слоя до температуры выше +100 °C, во внутренних слоях (в основном за счёт коллоидных процессов, проходящих при температурах +50…+98 °C) формируется мякиш. Готовые изделия по объёму на 10—30 % превосходят размер заготовок.
На заводах с высоким уровнем автоматизации предусматриваются автоматические посадчики тестовых заготовок и автоматизированные системы выгрузки хлеба из печей, на многих предприятиях реализован единый расстоечно-печной конвейер. Одно из характерных решений предусматривает размещение заготовок в подвесных рамочных люльках, которые непрерывно перемещаются по шкафу расстойки, затем на тех же люльках попадают в печь. Другой вариант, распространённый на крупных производствах — использование механизмов для перекладки заготовок на ленточный сетчатый под, непрерывно подаваемый в сквозную ленточную печь.

### Хлебохранилище
При организации заводского хлебопечения предусматривается создание хранилища готовой продукции, рассчитанного на 4—8-часовое хранение готовых изделий. На производствах с низким уровнем автоматизации хлеб раскладывается в лотки непосредственно после выгрузки из печей и перекатывается на вагонетках или этажерках в хранилище, более совершенная схема предусматривает транспортировку выпеченного хлеба ленточными тренспортёрами к разборно-сортировочным столам, где осуществляется закладка в лотки. На автоматизированных предприятиях готовая продукция поступает в конвейерные шкафы и машинами раскладывается по лоткам. Загрузка хлеба в автофургоны для транспортировки на предприятия торговли осуществляется со специализированных платформ, некоторые заводы оборудованы конвейерами-рольгангами, обеспечивающими непосредственную загрузку в автотранспорт через люки.

## Хлебозавод-автомат
Хлебозавод-автомат — хлебозавод, производственные процессы которого полностью автоматизированы, выделялся как особый класс хлебозаводов в СССР. Если на механизированном, но не полностью автоматизированном хлебозаводе могут использоваться такие элементы, как подкатные дежи, передвижные этажерки, то на хлебозаводе-автомате подобных операций в технологии не должно быть предусмотрено. Полная автоматизация подразумевает применение дозаторов муки непрерывного действия, автоматических дозировочных станций для введения жидких ингредиентов, машин и аппаратов непрерывного действия для замеса и брожения с автоматическим контролем и регулированием в зависимости от качественных показателей сырья и условий работы, конвейеров для расстойки теста, конвейерных печей. Ещё одним классификационным признаком хлебозавода-автомата считалось наличие автоматизированного хлебохранилища и экспедиции, при этом бестарное хранение муки как обязательное условие не указывалось (многие хлебозаводы-автоматы оснащены складами бестарного хранения муки лишь через 30—40 лет после пуска в эксплуатацию, тогда как в первой половине XX века бестарное хранение использовалось в основном на крупных мелькомбинатах, но не на хлебозаводах).
Первым хлебозаводом-автоматом считается построенный в 1934 году московский Хлебозавод № 9 (что, однако, противоречит первому наименованию пущенного двумя годами ранее Хлебозавода-автомата Кировского района). Хлебозавод в Минске, введённый в эксплуатацию в 1940 году и входящий по состоянию на 2010-е годы в состав крупнейшего хлебопроизводителя Белоруссии «Минскхлебпрома», носит название «Автомат», отражающее классификационную характеристику предприятия.